# 엘리너 브론
엘리너 브론(Eleanor Bron, 1938년 3월 14일 ~ )은 잉글랜드의 배우이다.

## 출연 작품
- 레이디 M (2017)
- 하이드 파크 온 허드슨 (2012)
- 스트리트댄스 (2010)
- 러브스 브라더 (2004)
- 윔블던 (2004)
- 하트 오브 미 (2002)
- 아이리스 (2001)
- 환희의 집 (2000)
- 허영의 시장 (1998)
- 야간 비행 (1997)
- 소공녀 (1995)
- 블랙 뷰티 (1994)
- 앱솔루틀리 패벌러스 (1992)
- 더 애틱: 더 하이딩 오브 안네 프랭크 (1988)
- 리틀 도리트 (1988)
- 워싱턴 긴급 지령 (1988)
- 자유를 찾아서 (1985)
- 배스커빌가의 개 (1983)
- 크라운 코트 (1972)
- 한여름 밤의 꿈 (1971)
- 사랑하는 여인들 (1969)
- 일곱가지 유혹 (1967)
- 언제나 둘이서 (1967)
- 알피 (1966)
- 헬프! (1965)